# Un anno in un giorno
Un anno in un giorno è il secondo album discografico ufficiale del gruppo ska Califfo De Luxe.

## Tracce
1. Favola ad ore – 3:34
2. Balla con me – 4:02
3. Incoscienza – 4:45
4. Tetris – 3:21
5. Domani – 4:01
6. Cielo di vertigine – 4:35
7. Etere in pillole – 3:23
8. Stasera che sera – 3:36
9. Lei – 4:16
10. Strade – 4:56
11. Caffè Vesuvio – 2:59
12. Incoscienza (discovery remix) – 4:20